# Kumiko Okamoto
Kumiko Okamoto (jap. 岡本久美子 Okamoto Kumiko; ur. 19 lutego 1965 w Osace) – tenisistka japońska, zwyciężczyni turnieju zawodowego w grze pojedynczej, reprezentantka kraju w Pucharze Federacji i na igrzyskach olimpijskich w Seulu w 1988.
Kariera zawodnicza Okamoto przypadła na lata 1981–1992. W latach 1987–1991 przez pięć sezonów z rzędu Japonka plasowała się wśród najlepszych dwustu tenisistek świata na koniec roku lub niewiele poniżej (w 1988 była na 204. miejscu, ale za to w 1987 na miejscu 107., w 1989 na 117.); w kroczącym rankingu najwyżej znalazła się w kwietniu 1989, kiedy była 75. W rankingu gry podwójnej najwyższą pozycję zajmowała w kwietniu 1988 – nr 125.
Kumiko Okamoto wygrała jeden turniej zawodowy w grze pojedynczej – Suntory Japan w Tokio w 1989. Przebrnęła wówczas zwycięsko eliminacje (w rundzie finałowej pokonując znaną później Belgijkę Sabine Appelmans), a w turnieju głównym odniosła zwycięstwa m.in. nad swoją młodszą rodaczką Kimiko Date, wiceliderką rozstawienia Nowozelandką Belindą Cordwell, wreszcie w finale Australijką Elizabeth Smylie 6:4, 6:2. Większość swoich zawodowych występów w imprezach najwyższej rangi Japonka zaliczyła w rodzinnym kraju, wygrywając tu również turnieje spoza głównego cyklu rozgrywkowego. W 1991 była w ćwierćfinale Suntory Japan, notując m.in. zwycięstwo nad znaną Szwedką Catariną Lindqvist.
Grała także w turniejach wielkoszlemowych, chociaż bez większych sukcesów. Wszystkie starty w mistrzostwach Francji (cztery razy) i mistrzostwach USA (trzy razy) kończyła na I rundzie, w Australian Open doszła do II rundy w 1990. Nieco lepiej wypadała Okamoto na Wimbledonie, gdzie w 1987 po przejściu eliminacji w turnieju głównym pokonała Patricię Tarabini i Sabrinę Goleš, a dopiero w 1/16 finału, w spotkaniu rozegranym na Korcie Centralnym, musiała uznać wyższość rozstawionej z numerem trzecim Chris Evert 5:7, 0:6. Rok później na Wimbledonie odpadła w II rundzie ze swoją rodaczką Akiko Kijimutą, ale w I rundzie wyeliminowała Hiszpankę Arantxę Sánchez Vicario – zawodniczkę młodą z wielką przyszłością dopiero przed sobą, ale już wówczas klasyfikowaną jako 21. rakieta świata.
W grze podwójnej Okamoto wygrała dwa turnieje rozgrywane pod auspicjami Międzynarodowej Federacji Tenisowej (ITF), o randze niższej niż WTA Tour. W występach zawodowych partnerowały jej m.in. rodaczki Akiko Kijimuta, Emiko Sakaguchi i Naoko Satō.
Zaliczyła cztery występy w reprezentacji Japonii w Pucharze Federacji. Grała w latach 1982–1983 i po kilkuletniej przerwie w 1988; bilans jej występów to jedno zwycięstwo i trzy porażki, w tym dwie porażki (bez wygranej) w grze podwójnej. Miała okazję wystąpić także w barwach narodowych na olimpiadzie w Seulu w 1988, gdzie w singlu już w I rundzie uległa Szwedce Lindqvist. W grze podwójnej, partnerując bardziej znanej rodaczce Etsuko Inoue, osiągnęła ćwierćfinał, po zwycięstwie nad Włoszkami Sandrą Cecchini i Raffaellą Reggi (6:3, 6:7, 8:6); Japonki przegrały z rozstawionymi z trzecim numerem reprezentantkami Czechosłowacji Heleną Sukovą i Janą Novotną 3:6, 2:6.

## Zwycięstwa turniejowe (gra pojedyncza)
- 1989 Tokio (Suntory Japan)